# Marianowo, Tỉnh West Pomeranian
Marianowo [marjaˈnɔvɔ] (tiếng Đức: Marienfließ in Pommern) là một ngôi làng ở hạt Stargard, West Pomeranian Voivodeship, ở phía tây bắc Ba Lan. Đó là chỗ ngồi của gmina (khu hành chính) được gọi là Gmina Marianowo. Nó nằm khoảng 17 kilômét (11 mi) về phía đông của Stargard và 46 km (29 mi)     về phía đông của thủ đô khu vực Szczecin.
Làng có dân số 910 người.

## Tu viện Marienfließ
Nguồn gốc của ngôi làng quay trở lại nền tảng của tu viện Cistercian vào năm 1228 bởi nhà cai trị Slav của vùng, Công tước xứ Pomerania, Barnin I the Good (khoảng 1217/1219 - 13 tháng 11 năm 1278) từ triều đại Griffin (ducis Slauorum et Cassubie). Năm 1228, các nữ tu dòng Xít đến và thành lập tu viện ở Marienfließ (cũng là Marienfliess, Marienfly). Sau cuộc Cải cách Tin lành, nữ tu được thế tục hóa vào năm 1569, nhưng mục đích của nó là chứa chấp những người phụ nữ quý tộc chưa lập gia đình hoặc góa bụa từ Công tước Pomerania, tiếp tục là một nữ tu sĩ Lutheran (nền tảng của đập). Một trong những người phụ nữ quý tộc này là Sidonia von Borcke, nổi tiếng với phiên tòa xét xử phù thủy vào năm 1620.
Vào ngày 28 tháng 6 năm 1643, con gái của Gustavus Adolphus, Christina của Thụy Điển, đã thuê các điền trang của nữ tu viện Marienfließ cho Francis Henry của Saxe-Lauenburg trong 10 năm, sau đó, nó trở lại nhà cai trị mới của Pomerania, Frederick William, Đại cử tri, vào ngày 12 Tháng 12 năm 1653, thưởng cho những cải tiến của Francis Henry đối với bất động sản.
Dưới sự cai trị của Brandenburg, nền tảng của các con đập đã được khôi phục, nhưng đã giải thể vào năm 1945, khi Marienfließ được bàn giao cho Ba Lan.

## Những người đáng chú ý
- Eleonore Charlotte của Saxe-Lauenburg-Franzhagen (Marienfließ, 8 tháng 8 năm 1646 - 26 tháng 1 năm 1709, Lâu đài Franzhagen), công chúa của Saxe-Lauenburg và người thừa kế của các điền trang của Franzhagen.
- Manfred Swarsensky (1906 - 1981), giáo sĩ người Mỹ gốc Đức
- Anna-Teresa Tymieniecka (1923-2014), triết gia người Mỹ gốc Ba Lan